# Ramón García Tuero
Ramón García Tuero, más conocido como el gaitero Llibardón, (Arroes, Villaviciosa; 6 de febrero de 1864-La Quintana d'Arriba en Libardón, Colunga; 21 de octubre de 1932) fue un conocido gaitero asturiano.

## Biografía
Ramón García Tuero nace en Arroes, Villaviciosa (Asturias) el 6 de febrero de 1864.
El rey Alfonso XIII solicitó la presencia del mejor gaitero de Asturias para ser gaitero oficial en palacio, siendo enviados dos gaiteros para que la Casa Real escogiera. Uno de ellos fue el propio José Remis Vega y el otro fue Ramón García Tuero, el gaitero Llibardón. La Casa Real elige a José Remis Vega estando presente durante años como gaitero oficial del rey Alfonso XIII en banquetes y otros actos.